# 克罗姆福德紗廠
克罗姆福德紗廠（Cromford Mill）是世界上第一座水力紡紗廠，由理查·阿克莱特于1771年在英国德比郡的克罗姆福德建造。克罗姆福德紗廠現已被列为一级建筑。它现在是世界遗产德文特河谷工業區的核心，是一个多功能的游客中心，设有商店、画廊、餐厅和咖啡馆。